# كوبي جونز

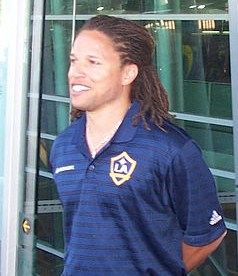
كوبي جونز

كوبي جونز، من مواليد 16 يونيو 1970 في ديترويت في ميشيغان في الولايات المتحدة الأمريكية، لاعب كرة قدم أمريكي.
بدأ مسيرته مع منتخب الولايات المتحدة لكرة القدم في عام 1992 وحتى عام 2004، وشارك معهم في 164 مباراة وسجل 15 هدف.

## مسيرته الكروية
لعب كوبي جونز خلال مسيرته الاحترافية مع 3 أندية في أربعة عشر موسمًا وسجل خلالها 75 هدفًا ضمن 326 مباراة. حيث فاز في موسمين بالكأس وفي موسمين بالدوري.
خاض كوبي جونز مسيرته مع نادي كوفنتري سيتي في موسم 1994–95 لمدة موسم واحد، مشاركًا في 16 مباراة سجل خلالها 5 أهداف. ثم انتقل إلى نادي فاسكو دا غاما ما بين عامي 1995 و1996 لمدة موسم واحد، حيث شارك في 4 مباريات ولم يسجل أي هدف. لينتقل بعدها إلى نادي لوس أنجلوس غلاكسي في موسم 1996 ليلعب معه اثنا عشر موسمًا، مشاركًا في 306 مباراة سجل خلالها 70 هدف.

## روابط خارجية
- كوبي جونز على موقع الاتحاد الدولي (مؤرشف)  (الإنجليزية)
- كوبي جونز على موقع الدوري الأمريكي (الإنجليزية)
- كوبي جونز على موقع قاعدة بيانات كرة القدم.إي يو (الإنجليزية)
- كوبي جونز على موقع ناشيونال فوتبول تيمز (الإنجليزية)
- كوبي جونز على موقع Soccerbase.com (لاعب) (الإنجليزية)
- كوبي جونز على موقع عالم كرة القدم.نت (الإنجليزية)
- كوبي جونز على موقع أوليمبيديا (الإنجليزية)